# World Pool-Billiard Association

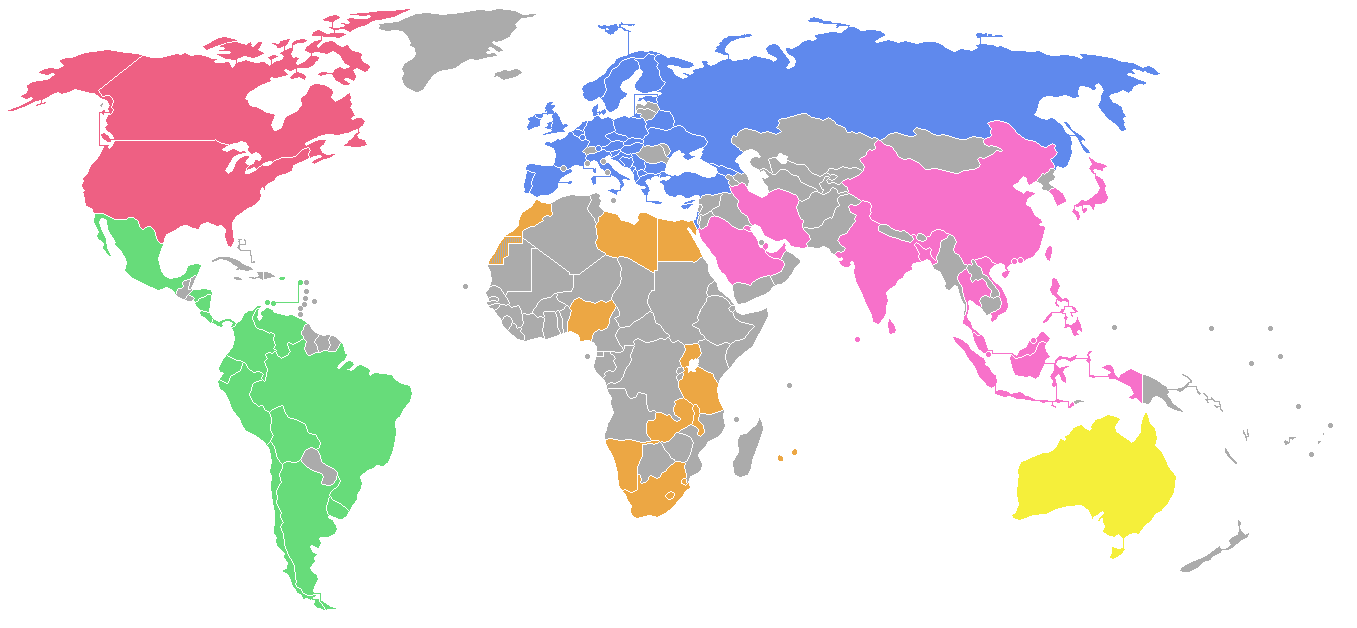
Mitgliedsstaaten der Unterorganisationen der WPA

Die World Pool-Billiard Association (kurz WPA) ist der Weltverband für alle Bereiche des Poolbillards. Der 1987 gegründete Verband untersteht der World Confederation of Billiard Sports, dem Dachverband für alle Bereiche des Billardsports.
Die WPA gibt offizielle Regelwerke heraus und richtet verschiedene Weltmeisterschaften aus. Die längste Tradition hiervon hat die WM im 9-Ball, die seit 1990 jährlich ausgetragen wird.

## Geschichte
Nachdem viele europäische Spieler unzufrieden mit der Entwicklung des Poolbillards in Europa waren und damit, dass auf ihrem Kontinent, insbesondere im Vergleich zu den USA, keine höherklassigen Turniere stattfanden, wurde 1976 in Japan vom europäischen Verband EPBF in Zusammenarbeit mit asiatischen Verbänden erstmals eine Weltmeisterschaft ausgetragen, bei der erste Kontakte nach Asien geknüpft wurden.
Im November 1987 kam bei einer Vorstandssitzung der EPBF in Deutschland erneut die Idee eines weltweiten Wettbewerbs auf. Finanziert durch die Vorstandsmitglieder, wurde der Verband gegründet, ein Logo kreiert und Kontakt zu verschiedenen Poolbillardorganisationen geknüpft. Der Japaner Kazuo Fujima verkündete daraufhin das Interesse Asiens an einer Mitgliedschaft. 1988 wurde die Asian Pocket Billiard Union gegründet und Mitglied der WPA. Im Rahmen der Europameisterschaft 1988 in der schwedischen Hauptstadt Stockholm fand eine Generalversammlung der WPA statt, bei der Kazuo Fujima (Japan), Paul Gerni (USA), Jorgen Sandman (Schweden) und Horst Vondenhoff (Deutschland) in den Vorstand gewählt wurden.
Im Sommer 1989 wurde mit der Planung einer 9-Ball-Weltmeisterschaft begonnen. Nach anfänglichen Zweifeln an der Qualität des Turniers sowie der europäischen und asiatischen Spieler sagte schließlich auch der Billiard Congress of America seine Teilnahme an der WM zu. 1990 wurde der BCA Mitglied der WPA. Im März 1990 wurde die 9-Ball-WM in Bergheim mit 32 Spielern und 16 Spielerinnen erstmals ausgetragen und von den Amerikanern Earl Strickland beziehungsweise Robin Bell gewonnen. Bei der im Rahmen der WM stattfindenden Generalversammlung wurde die WPA von ihren Mitgliedern offiziell als Weltverband anerkannt.
In den folgenden Jahren nahm die Anzahl der Mitglieder stetig zu. 1991 wurden Australien und Neuseeland Mitglieder der WPA, 1999 wurde der lateinamerikanische Billardverband CPB Mitglied und ab 2000 mehrere afrikanische Verbände.

## Unterorganisationen

### Mitglieder
Folgende Kontinental- und Nationalverbände unterstehen der WPA:
| Organisation                               | Mitgliedsstaaten |
| ------------------------------------------ | --- |
| All-Africa Pool Association (AAPA)         | Ägypten, Lesotho, Libyen, Malawi, Marokko, Mauritius, Namibia, Nigeria, Réunion, Sambia, Südafrika, Eswatini, Tansania, Uganda |
| Asian Pocket Billiard Union (APBU)         | Bangladesch, Brunei, China, Chinesisch Taipeh, Hongkong, Indien, Indonesien, Iran, Japan, Katar, Kuwait, Macau, Malaysia, Malediven, Philippinen, Saudi-Arabien, Singapur, Sri Lanka, Südkorea, Thailand, Vereinigte Arabische Emirate, Vietnam |
| Billiard Congress of America (BCA)         | Kanada, Vereinigte Staaten |
| Confederación Panamericana de Billar (CPB) | Argentinien, Aruba, Bolivien, Bonaire, Brasilien, Chile, Costa Rica, Curaçao, Ecuador, Guadeloupe, Guatemala, Honduras, Kolumbien, Mexiko, Nicaragua, Panama, Peru, Trinidad und Tobago, Uruguay, Venezuela |
| European Pocket Billiard Federation (EPBF) | Albanien, Belgien, Bosnien und Herzegowina, Bulgarien, Dänemark, Deutschland, Estland, Finnland, Frankreich, Griechenland, Großbritannien, Israel, Italien, Kroatien, Liechtenstein, Litauen, Luxemburg, Montenegro, Niederlande, Nordmazedonien, Nordzypern, Norwegen, Österreich, Polen, Portugal, Russland, Schweden, Schweiz, Serbien, Slowakei, Slowenien, Spanien, Tschechien, Türkei, Ukraine, Ungarn, Belarus, Zypern |
| Oceania Pocket Billiard Association (OPBA) | Australien, Neuseeland |

Neben den Kontinentalverbänden ist auch die International Pyramid Confederation (IPC), der Weltverband für das Russische Billard, Mitglied der WPA.

## Vorstand
Der derzeitige Vorstand besteht aus folgenden Mitgliedern:
| Präsident:           | Ian Anderson                                       |
| Sportdirektor:       | Ishaun Singh                                       |
| Generalsekretär:     | Gre Leenders                                       |
| Spielerrepräsentant: | Ralf Souquet                                       |
| Weitere Mitglieder:  | Shane Tyree Javiera Rivera Molrudee Kasemchaiyanan |

## Weltmeisterschaften
Die folgenden Weltmeisterschaften werden beziehungsweise wurden von der WPA ausgetragen:
- 8-Ball-Weltmeisterschaft
- 9-Ball-Weltmeisterschaft
- 10-Ball-Weltmeisterschaft
- 14/1-endlos-Weltmeisterschaft
- 9-Ball-Weltmeisterschaft der Damen
- 10-Ball-Weltmeisterschaft der Damen
- 9-Ball-Weltmeisterschaft der Junioren
- 8-Ball-Weltmeisterschaft der Rollstuhlfahrer
- 9-Ball-Weltmeisterschaft der Rollstuhlfahrer
- Artistic-Pool-Weltmeisterschaft
- Blackball-Weltmeisterschaft
- Team-Weltmeisterschaft
- Weltmeisterschaften im Russischen Billard
  - Freie-Pyramide-Weltmeisterschaft
  - Dynamische-Pyramide-Weltmeisterschaft
  - Kombinierte-Pyramide-Weltmeisterschaft